# 財團法人生物技術開發中心南港生技育成中心
南港生技育成中心（NanKang Biotech Incubation Center，簡稱NBIC）是設立於台北市南港區南港軟體園區的生物科技產業聚落，佔地面積1216坪。由經濟部中小企業處（今經濟部中小及新創企業署）於2004年依據行政院核定「加強生物技術產業推動方案」建立，2017年1用正式交由公設財團法人的生物技術開發中心管理營運，主要培育領域為生技醫藥、醫療保健產業及生技服務業等。

## 歷史
南港生技育成中心成立於2004年8月，位於南港軟體園區F棟生技大樓17樓，由經濟部中小企業處以中小企業發展基金設立，委託財團法人生物技術開發中心營運管理。
2017年1月，財團法人生物技術開發中心正式自經濟部中小企業處接手南港生技育成中心自主營運。同年年6月，經濟部廢止〈經濟部中小企業處南港生技育成中心設置要點〉。

## 周邊樞紐
交通
- 南港車站
- 台北捷運南港展覽館站、南港軟體園區站
- 中山高、北二高、北宜高、環東快速道路、東西向快速道路

研究單位/機構
- 中央研究院
- 國家衛生研究院
- 生物技術開發中心
- 生技醫療科技政策研究中心

## 相關認證
2011年 取得「美國育成協會（NBIA）」軟著陸「Soft-Landings」的國際認證

## 外部連結
- 南港生技育成中心 （页面存档备份，存于）